# Robert Evans (Politiker)

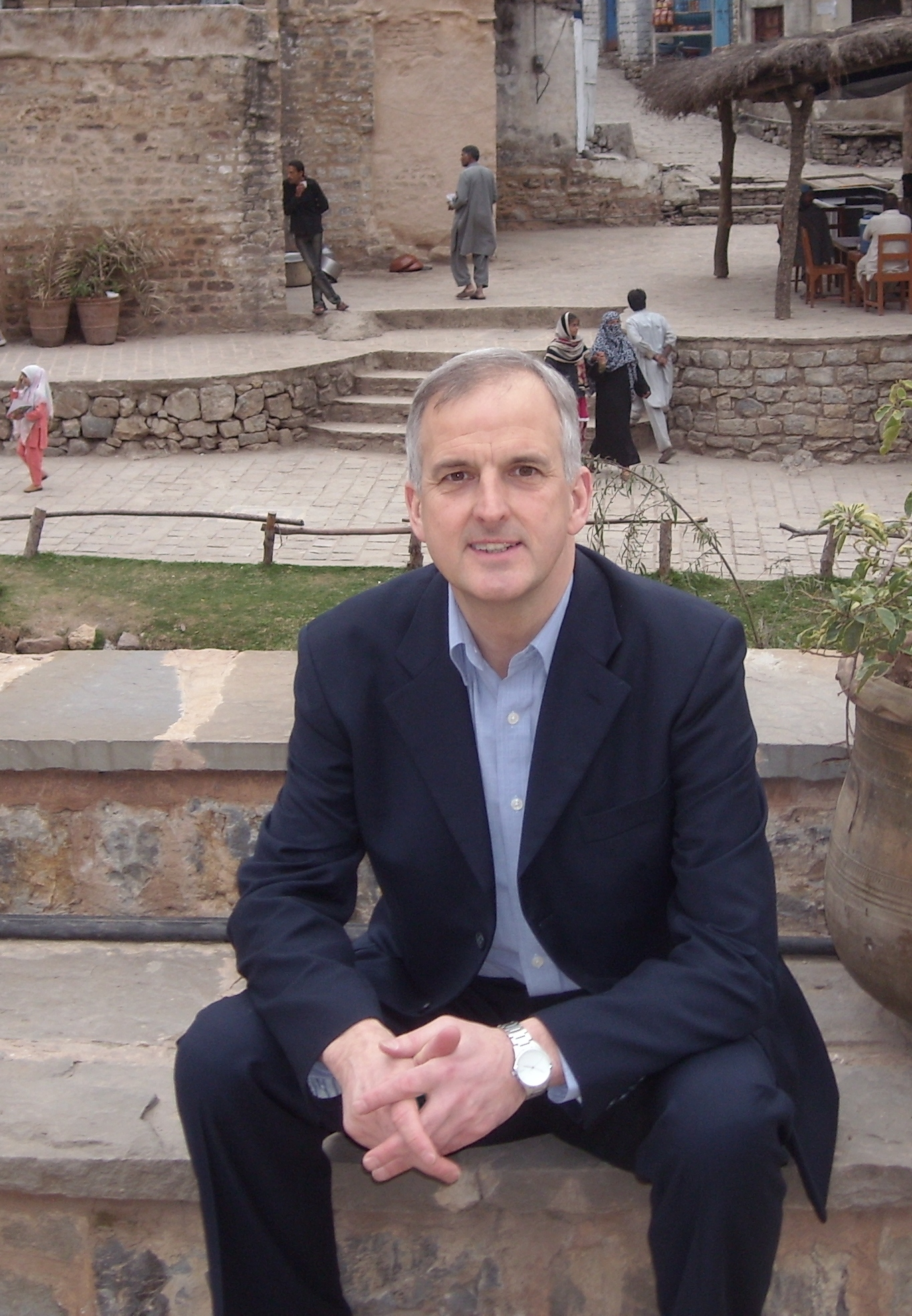
Robert Evans in Pakistan (2009)

Robert Evans (* 23. Oktober 1956 in Ashford, Surrey/Middlesex) ist seit 1994 ein Europaabgeordneter für die Labour Party für London in der Sozialdemokratischen Fraktion im Europäischen Parlament.
Aufgaben und Zuständigkeiten:
- Mitglied im Ausschuss für Verkehr und Fremdenverkehr
- Stellvertreter für den Ausschuss für Wirtschaft und Währung
- Stellvertreter für die Delegation im Gemischten Parlamentarischen Ausschuss EU-Rumänien
- Mitglied der Delegation für die Beziehungen zu den Ländern Südasiens und der Südasiatischen Vereinigung für regionale Zusammenarbeit (SAARC)

Nach seinem Abschluss an der University of London war er:
- Volksschullehrer
- Direktor einer Junior School
- Vorsitzender eines Ortsverbands des Nationalen Lehrerverbands
- Mitglied im Landesvorstand und des Sozialistischen Bildungsverbands.

Von 1999 bis 2004 war Evans stellvertretender Vorsitzender des Ausschusses für die Freiheiten und Rechte der Bürger, Justiz und innere Angelegenheiten.